# Né un 4 juillet
Série
Platoon
(1986) Entre ciel et terre
(1993)
Pour plus de détails, voir Fiche technique et Distribution.
Né un 4 juillet (Born on the Fourth of July) est un film américain réalisé par Oliver Stone et sorti en 1989. Il est adapté de l'autobiographie Né un 4 juillet (en) de Ron Kovic, vétéran de la guerre du Viêt Nam.
C'est le second film d'une trilogie ayant pour thème la guerre du Viêt Nam. Il est précédé par Platoon (1986) et suivi par Entre ciel et terre (1993).
Né un 4 juillet obtient de nombreuses distinctions, dont les Oscars du meilleur réalisateur et du meilleur montage lors de la 62e cérémonie des Oscars. Il reçoit par ailleurs de bonnes critiques et un bon accueil du public.

## Synopsis

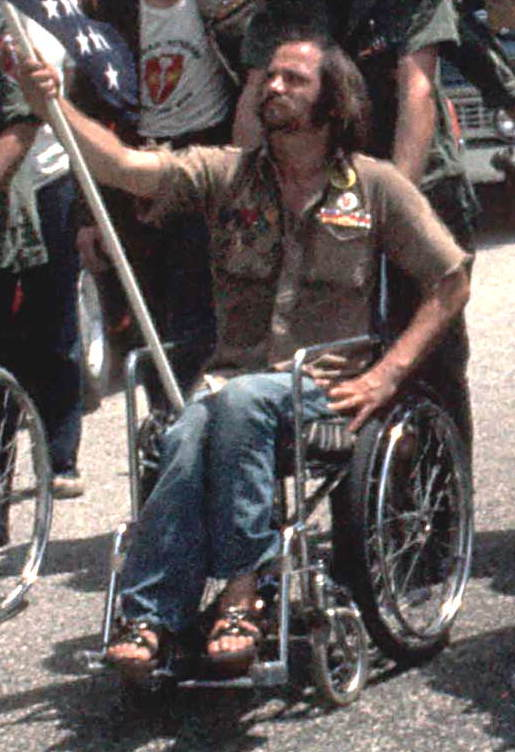
Ron Kovic à la convention nationale républicaine de 1972

Ron Kovic, né un 4 juillet, au jour de l'Indépendance, et fervent patriote, est volontaire pour se battre au Vietnam. Il en revient paraplégique et remet en question ses valeurs sur la guerre.

## Fiche technique
- Titre francophone : Né un 4 juillet
- Titre original : Born on the Fourth of July
- Réalisation : Oliver Stone
- Scénario : Oliver Stone et Ron Kovic, d'après l'autobiographie Né un 4 juillet (en) de Ron Kovic
- Musique : John Williams
- Décors : Derek R. Hill
- Costumes : Judy Ruskin
- Photographie : Robert Richardson
- Montage : David Brenner et Joe Hutshing
- Production : A. Kitman Ho et Oliver Stone
- Société de production : Ixtlan Corporation
- Société de distribution : Universal Pictures (États-Unis), United International Pictures (France)
- Pays de production :  États-Unis
- Langues originales : anglais et espagnol
- Budget : 17,8 millions de dollars[1],[2]
- Format : Couleurs - 2,35:1 - Dolby Surround - 35 mm
- Genre : drame biographique
- Durée : 145 minutes
- Dates de sortie[3] :
  - États-Unis : 20 décembre 1989
  - France : 21 février 1990

## Distribution
- Tom Cruise (VF : Patrick Poivey) : Ron Kovic
  - Bryan Larkin : Ron Kovic, jeune
- Willem Dafoe (VF : Dominique Collignon-Maurin) : Charlie - Villa Dulce
- Raymond J. Barry (VF : Georges Berthomieu) : M. Kovic
- Caroline Kava (VF : Annie Bertin) : Mme Kovic
- Josh Evans (VF : Mathias Kozlowski) : Tommy Kovic
- Jamie Talisman : Jimmy Kovic
  - Sean Stone : Jimmy Kovic, jeune
- Anne Bobby (VF : Pascale Bouvet) : Suzanne Kovic
  - Jenna von Oÿ : Suzanne Kovic jeune
- Holly Marie Combs (VF : Barbara Tissier) : Jenny
- Kyra Sedgwick (VF : Diane Valsonne) : Donna
- Tom Berenger (VF : Patrick Floersheim) : sergent recruteur Hayes
- Stephen Baldwin (VF : Damien Boisseau) : Billy Vorsovich
- Frank Whaley (VF : Éric Legrand) : Timmy
- Tony Frank (VF : Michel Barbey) : M. Wilson
- Jayne Heynes (VF : Ginette Frank) : Mme Wilson
- Lili Taylor (VF : Christine Dejoux) : Jamie Wilson
- Daniel Baldwin : un vétéran à la convention démocrate
- William Baldwin : un soldat au Vietnam
- James LeGros : un soldat au Vietnam
- Tom Sizemore : un vétéran à la villa Dulce
- Michael Wincott (VF : Michel Vigné) : un vétéran à la villa Dulce
- Oliver Stone : un reporter
- Mark Moses (VF : Bernard Lanneau) : un docteur
- Dale Dye : le colonel interviewé
- Bob Gunton (VF : Claude d'Yd) : le médecin à l'hôpital militaire
- Eagle-Eye Cherry : un vétéran à la convention de Miami
- John C. McGinley : un homme à la convention démocrate
- Abbie Hoffman : l'organisateur de la grève étudiante de 1970
- Edie Brickell : la chanteuse folk à Syracuse
- Elizabeth Hoffman : une passante
- John F. Kennedy (VF : Max André) : Lui-même (images d'archives)
- Mel Allen (VF : Bernard Tiphaine) : Lui-même (images d'archives)

## Production

### Genèse et développement
Al Pacino voulait interpréter Ron Kovic, après l'avoir vu à la télévision lors de la convention nationale démocrate de 1976 et après lecture de son autobiographie. L'acteur avait par ailleurs refusé deux films sur la guerre du Viêt Nam : Le Retour (1978) et Apocalypse Now (1979), sur lequel Kovic était consultant. Ron Kovic et Al Pacino se rencontrent à New York et discutent de l'adaptation cinématographique du livre. En septembre 1976, Martin Bregman contacte l'agent de Ron Kovic pour négocier les droits. Artists Entertainment Complex acquiert alors les droits 150 000 $. Le tournage doit alors débuter en juin 1977, avec le soutien de Paramount Pictures. Cependant, le projet prend du retard car Martin Bregman et Al Pacino ne sont pas satisfaits du script. De plus, Paramount abandonne le projet.
En 1977, Martin Bregman engage Oliver Stone, lui aussi vétéran de la guerre du Viêt Nam comme Ron Kovic, pour aider à l'écriture du scénario,. À cette époque, le jeune cinéaste développe Platoon (qui sortira en 1986) et un projet de suite intitulé Second Life, qui s'inspire de sa propre vie après la guerre. Il partage son expérience avec Ron Kovic. Ils commencent à réécrire le script en 1978. Oliver Stone prend ensuite contact avec le réalisateur William Friedkin, qui préfère s'engager sur Têtes vides cherchent coffres pleins (1978). De son côté, le producteur Martin Bregman parvient à trouver des investisseurs allemands. Le film continue son développement chez United Artists, puis chez Orion Pictures. Daniel Petrie est engagé comme réalisateur mais, peu de temps avant le début des répétitions, les investisseurs abandonnent le film,. Alors qu'Universal Pictures reprend le projet en main, Martin Bregman et Al Pacino se désistent. Le producteur pense que le projet est impossible à concrétiser et qu'il sera probablement éclipsé par le récent succès d'un film similaire, Le Retour. Frustré, Oliver Stone quitte lui aussi le film mais espère pouvoir y revenir dès que le projet avancera à nouveau. Il promet à Ron Kovic de ne pas l'oublier. Ron Kovic révèle qu'après la sortie de Platoon (1986), le réalisateur l'a recontacté pour lui annoncer qu'il était prêt à travailler sur le film.
En avril 1987, John Daly, producteur et PDG de la société britannique Hemdale Film Corporation, annonce sa participation au film, présenté comme une suite de Platoon,. En juin 1988, Oliver Stone est officiellement annoncé comme réalisateur. Il participe également à la production, via sa société Ixtlan Productions,. Tom Pollock, alors président d'Universal Pictures, découvre le script durant le développement de Wall Street (1987). Le studio alloue au film un budget de 14 millions de dollars mais exige en contrepartie qu'un acteur connu tienne le rôle principal. En parallèle, Oliver Stone et Ron Kovic retravaillent et mettent à jour le script, en ajoutant des éléments absents du livre comme la convention nationale démocrate de 1976.

### Attribution des rôles
Sean Penn, Charlie Sheen et Nicolas Cage font partie des acteurs envisagés par Oliver Stone pour incarner Ron Kovic. En 1987, l'agent du cinéaste, Paula Wagner, montre Platoon à Tom Cruise, qui souhaite alors travailler avec Oliver Stone. Tom Cruise et Oliver Stone se rencontrent en janvier 1988. Le studio est cependant préoccupé par les perspectives de voir l'acteur dans un film dramatique,. De plus, Oliver Stone n'a pas du tout apprécié Top Gun (1986), qu'il juge comme étant un « film fasciste », mais avoue être interessé par l'image de « golden boy » de l'acteur : « J'ai vu ce gamin qui a tout. Et je me suis demandé ce qui se passerait si une tragédie survenait, si la fortune se refusait à lui. J'ai pensé que c'était une proposition intéressante : qu'arriverait-il à Tom Cruise si quelque chose tournait mal ? » Ron Kovic est lui aussi tout d'abord réticent à ce choix mais finit par changer d'avis avec sa rencontre avec l'acteur, venu lui rendre visite à son domicile de Massapequa.
Tom Cruise passera un an à se préparer pour le rôle. Il visite plusieurs hôpitaux de vétérans, lit de nombreux ouvrages consacré à la guerre du Viêt Nam et s'entraine avec un fauteuil roulant. Durant la préproduction, Oliver Stone suggère que l'acteur devrait prendre un produit qui le rendrait paraplégique pendant quelques jours, pour comprendre comment se comporter. Cependant, la compagnie d'assurance du film refuse, craignant que l'effet persiste. Ron Kovic se rend souvent sur le plateau lors des répétitions avec Tom Cruise. Ron Kovic fait par ailleurs un caméo dans le film, dans le rôle d'un vétéran de la Seconde Guerre mondiale à la parade du 4 juillet et qui tressaille après l'explosion de pétards, réflexe que Tom Cruise reprend dans le film.
Oliver Stone rappelle pour des caméos plusieurs acteurs avec lesquels il a travaillé auparavant, dont Tom Berenger, qui jouait dans Platoon, qui incarne ici un recruteur des Marines. Michael Wincott, présent dans Conversations nocturnes (1988), incarne ici un vétéran. John C. McGinley, pour sa 4e collaboration avec le cinéaste, incarne un officiel à la convention démocrate de 1976. Mark Moses, qui jouait dans Platoon, joue ici un médecin de l'hôpital de vétérans du Bronx. Oliver Stone apparait lui-même dans le rôle d'un reporter.
Pour la séquence de la parade du 4 juillet et les autres scènes de foule, la production engage 12 000 figurants venant de diverses associations comme la National Paralysis Foundation, Campfire Girls et American Legion.
Pour préparer les acteurs jouant des soldats, le consultant Dale Dye organise deux missions d'entrainement d'une semaine. La première a lieu aux États-Unis, l'autre aux Philippines où certaines scènes seront tournées,,. Abbie Hoffman, activiste du Youth International Party, officie également comme consultant sur le film pour parler du mouvement pacifiste. Il incarne par ailleurs un manifestant lors de la scène à Syracuse. Il meurt en avril 1989, quelques mois avant la sortie du film qui est dédié à sa mémoire.

### Tournage
Le tournage devait débuter en septembre 1988, mais ne débute que mi-octobre. Universal Pictures avait alloué au film un budget de 14 millions mais le studio pense que le budget va être dépassé,,. Cela pousse Oliver Stone et Tom Cruise à baisser leur salaire en échange d'un pourcentage sur les recettes au box-office,,. Le budget final est estimé à 17,8 millions,,.
Ce film marque la 5e collaboration d'Oliver Stone avec le directeur de la photographie Robert Richardson. Ils décident pour la première fois d'utiliser le format large anamorphosé, avec des caméras et objectifs Panavision,. Pour quelques plans, ils utilisent du 35 mm, du 16 mm et du Super 16 mm.
Les prises de vues ont lieu principalement à Dallas. Le Dallas Convention Center est utilisé pour récréer le Miami Beach Convention Center de la convention nationale républicaine de 1972. L'équipe utilise le Parkland Memorial Hospital pour les scènes se déroulant au James J. Peters VA Medical Center (en) dans le Bronx. Quelques scènes sont filmées aux Los Colinas Studios à Irving. La production se rend aux Philippines pour les scènes du Viêt Nam et du Mexique. Oliver Stone voulait tourner au Viêt Nam, mais cela est rendu impossible en raison des relations entre les États-Unis et le Viêt Nam. Le tournage principal s'achève en décembre 1988, après 65 jours de tournage ,,.
Après avoir visionné un premier montage, Universal demande que la fin — Ron Kovic à la convention démocrate de 1976 — soit retournée. La scène initiale, tournée à Dallas avec 600 figurants, ne plait pas au studio qui veut une scène plus importante et impressionnante,. les reshoots ont lieu début juillet 1989 près du Forum à Inglewood en Californie, avec environ 6 000 figurants et pour un coût de 500 000 $,,,. Le 3 juillet 1989, après la fin des reshoots, Ron Kovic offre à Tom Cruise sa Bronze Star, comme cadeau d'anniversaire et pour son engagement dans le rôle,.

### Musique
La musique du film est composée par John Williams, qui accepte après avoir vu la première ébauche de montage. L'enregistrement se déroule dans les Fox Studios de Los Angeles. Timothy Morrison, trompettiste de l'Orchestre Boston Pops, participe à l'enregistrement. En plus des compositions originales de John Williams, l'album contient plusieurs chansons présentes dans le film,.
| 1.  | A Hard Rain's a-Gonna Fall       | Bob Dylan                        | Edie Brickell & New Bohemians | 4:58 |
| 2.  | Born on the Bayou                | John Fogerty                     | The Broken Homes              | 4:54 |
| 3.  | Brown Eyed Girl                  | Van Morrison                     | Van Morrison                  | 3:07 |
| 4.  | American Pie                     | Don McLean                       | Don McLean                    | 8:32 |
| 5.  | My Girl                          | Smokey Robinson, Ronald White    | The Temptations               | 2:43 |
| 6.  | Soldier Boy                      | Luther Dixon, Florence Greenberg | The Shirelles                 | 2:39 |
| 7.  | Venus                            | Ed Marshall                      | Frankie Avalon                | 2:21 |
| 8.  | Moon River                       | Henry Mancini, Johnny Mercer     | Henry Mancini                 | 2:41 |
| 9.  | Prologue                         | John Williams                    | John Williams                 | 1:22 |
| 10. | The Early Days, Massapequa, 1957 | John Williams                    | John Williams                 | 4:57 |
| 11. | The Shooting of Wilson           | John Williams                    | John Williams                 | 5:07 |
| 12. | Cua Viet River, Vietnam, 1967    | John Williams                    | John Williams                 | 5:02 |
| 13. | Homecoming                       | John Williams                    | John Williams                 | 2:38 |
| 14. | Born on the Fourth of July       | John Williams                    | John Williams                 | 5:44 |

## Accueil

### Critique
Le film reçoit des critiques globalement positives. Sur l'agrégateur américain Rotten Tomatoes, il récolte 85% d'opinions favorables pour 48 critiques et une note moyenne de 7,4⁄10. Le consensus du site résumé les critiques compilées : « Porté par la performance inoubliable de Tom Cruise, Né un 4 juillet montre le réalisateur Oliver Stone abordant des sujets stimulants avec un élan ambitieux ». Sur Metacritic, il obtient une note moyenne de 75⁄100 pour 16 critiques.

### Box-office
Le film connait un bon succès commercial. Il se classe 17e du box-office 1989 au Canada et aux États-Unis. En France, il dépasse légèremment le million d'entrées et est le 28e film au box-office France 1990.
| Pays ou région    | Box-office        | Date d'arrêt du box-office | Nombre de semaines |
| ----------------- | ----------------- | -------------------------- | ------------------ |
| États-Unis Canada | 70 001 698 $      | 5 avril 1990               | 15                 |
| France            | 1 010 205 entrées |                            | -                  |
| Total mondial     | 161 001 698 $     | -                          | -                  |

## Distinctions
Source et distinctions complètes :
| National Board of Review 1989 - Top Ten films Oscars 1990 - meilleur réalisateur pour Oliver Stone - meilleur montage pour David Brenner et Joe Hutshing Golden Globes 1990 - meilleur film dramatique - meilleur réalisateur pour Oliver Stone - meilleur acteur dans un film dramatique pour Tom Cruise - meilleur scénario pour Oliver Stone et Ron Kovic BMI Film & TV Awards 1990 - BMI Film & TV Award pour John Williams Directors Guild of America Awards 1990 - meilleur réalisateur pour Oliver Stone Chicago Film Critics Association Awards 1990 - meilleur acteur pour Tom Cruise Golden Reel Awards 1990 - meilleur montage sonore - meilleur montage des effets sonores | Oscars 1990 - meilleur film - meilleur acteur pour Tom Cruise - meilleure photographie pour Robert Richardson - meilleure musique de film pour John Williams - meilleur mixage de son pour Michael Minkler, Gregory H. Watkins, Wylie Stateman et Tod A. Maitland - meilleur scénario adapté pour Oliver Stone et Ron Kovic Golden Globes 1990 - meilleure musique de film pour John Williams Berlinale 1990 - En compétition pour l'Ours d'or du meilleur film Chicago Film Critics Association Awards 1990 - meilleur film Prix David di Donatello 1990 - meilleur acteur étranger pour Tom Cruise Casting Society of America 1990 - Artios Award du meilleur casting d'un film dramatique American Cinema Editors Awards 1990 - Eddie Award du meilleur montage pour David Brenner et Joe Hutshing ASC Awards 1990 - meilleure photographie pour Robert Richardson BAFTA 1991 - meilleur acteur pour Tom Cruise - meilleur scénario adapté pour Oliver Stone et Ron Kovic |